# Amédée de Viart
Pour les articles homonymes, voir Viart.
Amédée de Viart est un homme politique français né le 23 août 1809 à Morigny-Champigny (Yvelines) et décédé le 18 juillet 1868 à Brunehaut (Yvelines).
Chef de bataillon de la garde nationale, il est député de Seine-et-Oise de 1842 à 1846, siégeant dans l'opposition libérale.

## Sources
- « Dictionnaire des parlementaires français de 1789 à 1889 (Adolphe Robert, Edgar Bourloton et Gaston Cougny) », sur gallica BNF (consulté le 4 janvier 2014)